# Otto Kötzle
Otto Kötzle (ur. 1920, zm. ?) – niemiecki więzień funkcyjny w obozie koncentracyjnym Gusen i zbrodniarz wojenny.
Z zawodu mechanik. Od końca 1942 do maja 1945 był więźniem w kompleksie obozowym  Mauthausen. Od stycznia 1943 do lata 1944 był więźniem funkcyjnym w podobozie Schwechat i jednym z jego kommand w Mödling. Pełnił funkcje kapo w kuchni dla więźniów i starszego bloku. Następnie przeniesiono go do podobozu Florisdorf. Bił więźniów biczem, kijem i innymi narzędziami. Wykonywał również karę chłosty (50 kijów).
Kötzle został skazany w procesie załogi Mauthausen (US vs. Paul Fenner i inni) przez amerykański Trybunał Wojskowy w Dachau na 10 lat pozbawienia wolności.